# Mucuna

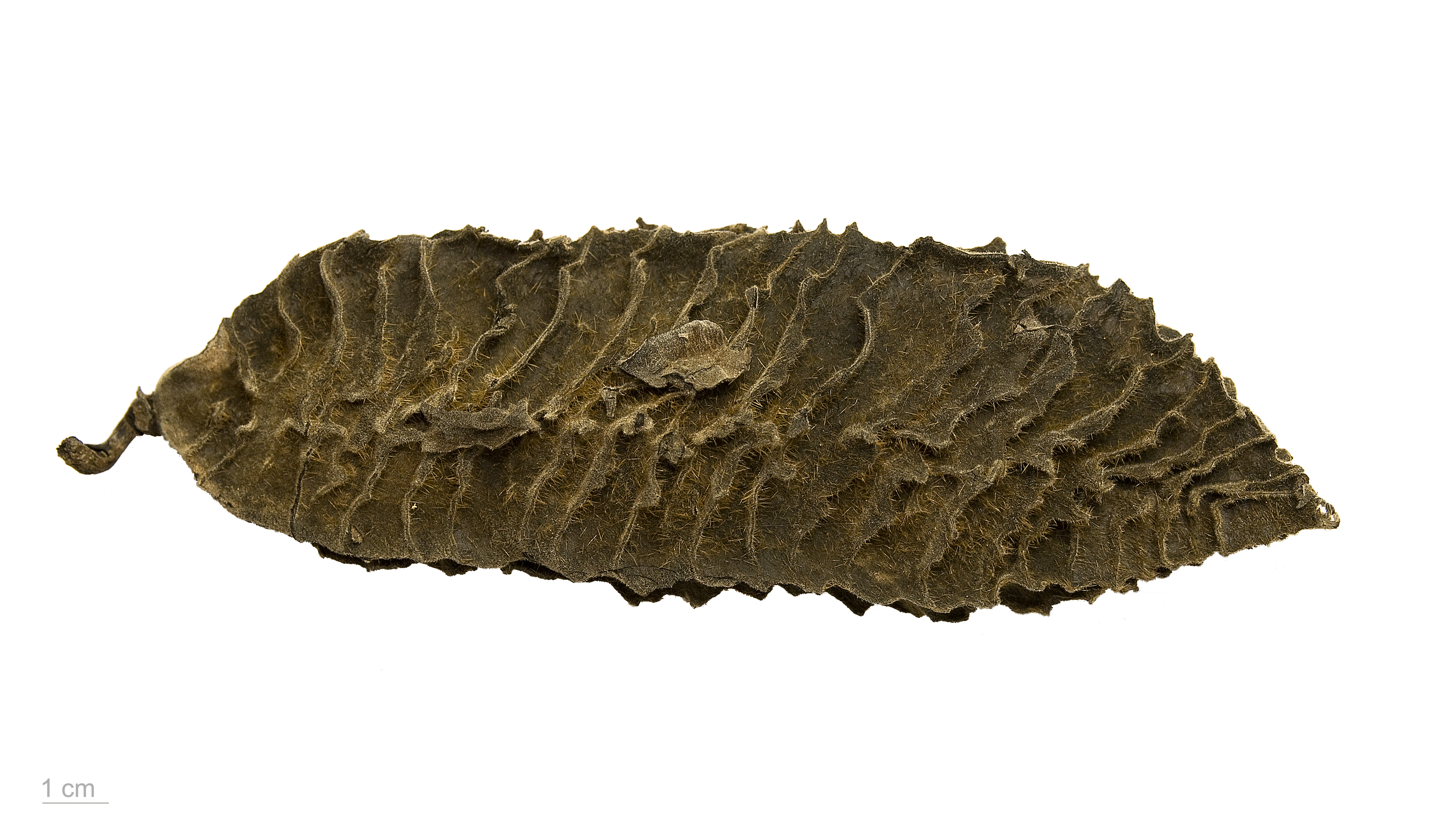
Mucuna urens

Mucuna es un género de plantas de la subfamilia Faboideae y de la tribu Phaseoleae. Posee 33 especies de lianas trepadoras y arbustos, distribuidos por todo el mundo en zonas boscosas y áreas tropicales. 

## Descripción
Los representantes del género poseen hojas palmadas, alternas o espiraladas, y las flores son las típicas de la subfamilia, ciertamente parecidas a las del guisante, solo que mayores y con pétalos distintivamente curvados, y con dichas flores dispuestas en racimos.

### Polinización
Se trata de flores que generalmente son polinizadas mediante quirópteros, es decir, murciélagos, que trasladan el polen de los estambres de una flor al estigma de otra al tiempo que liban de su néctar.

### Frutos

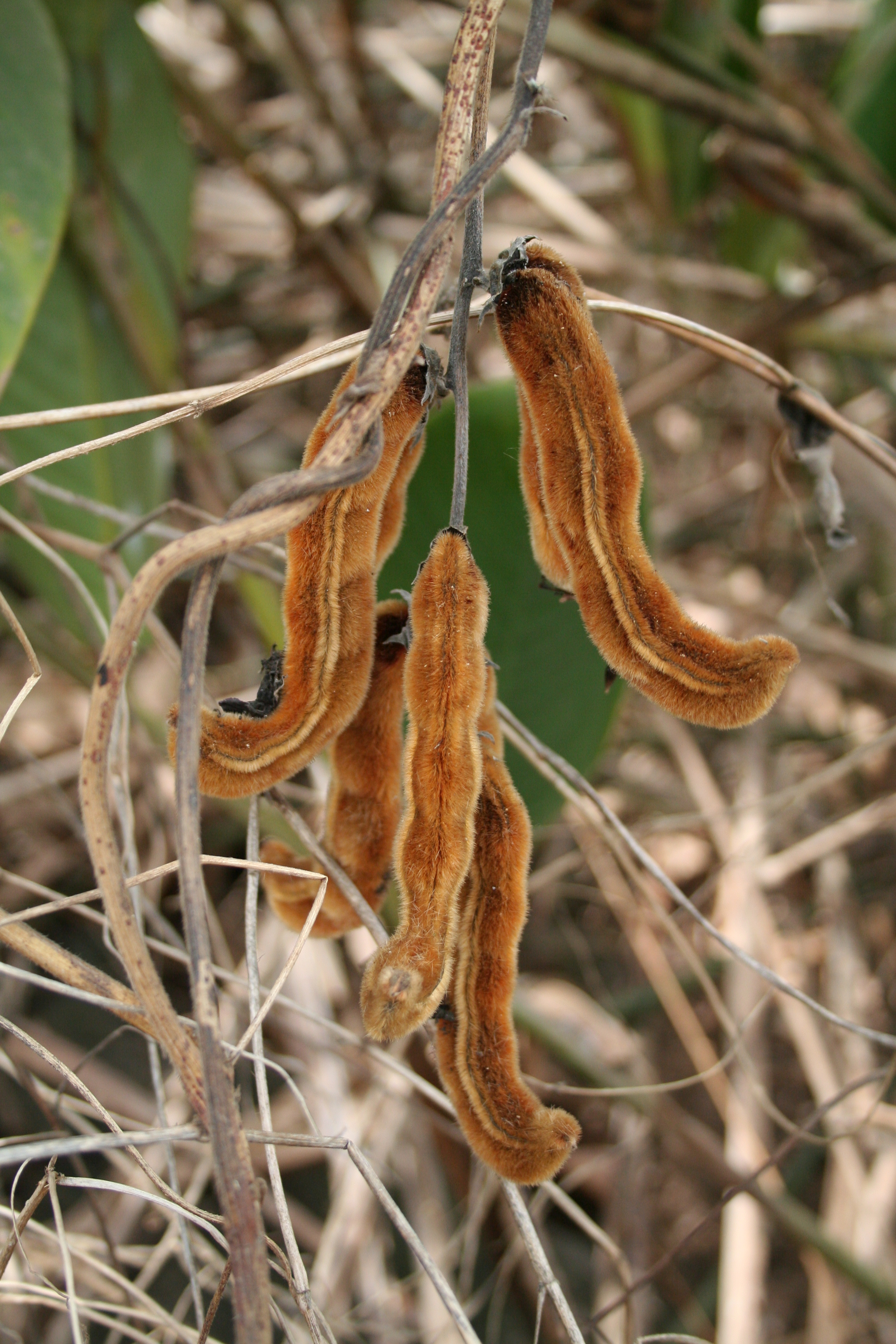
Legumbres de M. poggei.

El género posee frutos en legumbre, como es común en su familia, las Leguminosas. Dichas legumbres son normalmente péndulas. En muchas especies, están recubiertas de pelos urticantes. 

## Aplicaciones
Además de diversas propiedades medicinales, propias de las distintas partes de las plantas, las raíces de algunas especies poseen valor como complementos dietéticos, para la constipación e, incluso, parecen ser efectivos contra la elefantiasis.
Como buenas Leguminosas, desarrollan nódulos radiculares con la bacteria Rhizobium, un fijador de nitrógeno, lo cual permite su empleo como cobertura del suelo para el control de malezas debido a su gran producción de follaje, y también como abono verde en los cultivos. Este nitrógeno puede ser aprovechado por los cultivos que se siembran asociados a la mucuna, incrementándose su rendimiento. Se ha reportado que esta práctica agrícola aporta alrededor de 150 kg/ha de nitrógeno al suelo.
Algunas especies son consumidas en alimentación humana.
El polvo de las semillas de M. pruriens  contienen altas concentraciones de levodopa,  directo precursor del neurotransmisor dopamina y de largo uso en medicina tradicional ayurveda de la India para enfermedades como el Parkinson

## Ecología
Algunas especies de Mucuna son depredadas por orugas herbívoras del género Morpho, un tipo de lepidópteros propios de Centro y Sudamérica.

## Taxonomía
El género fue descrito por Michel Adanson y publicado en Familles des Plantes 2: 325, 579 [as Mukuna]. 1763.
Etimología
Mucuna: nombre genérico que deriva de Mucuna, una palabra del idioma tupí-guaraní que designa la planta

## Especies
El género alberga 33 especies, listadas a continuación:
- Mucuna argyrophylla
- Mucuna birdwoodiana
- Mucuna elliptica (Ruiz & Pav.) DC. - llamapañaui[9]
- Mucuna fawcettii
- Mucuna gigantea
- Mucuna glabrialata
- Mucuna holtonii
- Mucuna killipiana
- Mucuna macrocarpa
- Mucuna melanocarpa
- Mucuna membranacea
- Mucuna mitis (Ruiz & Pav.) DC. - garbanzos de Filipinas, haba de Filipinas.[9]
- Mucuna mollis
- Mucuna mutisiana
- Mucuna novo-guineensis
- Mucuna pacifica
- Mucuna pallida
- Mucuna platyphylla
- Mucuna poggei
- Mucuna pruriens
- Mucuna reptans
- Mucuna reptans
- Mucuna rostrata
- Mucuna sempervirens
- Mucuna sloanei Fawc. & Rendle - bejuco jairel, jairel, ojo de borrico, ojo de buey.[9] (En Cuba)
- Mucuna stans
- Mucuna urens
- Mucuna warburgii